# Augustówka (kolonia)
Augustówka (ukr. Августівка, ros. Августовка, Аугустовка) – dawna kolonia w powiecie nowogradwołyńskim guberni wołyńskiej, wołost Żołobne.
Znajdowała się w odległości 25 km na południowy zachód od Nowogroda Wołyńskiego. Mieszkańcy wyznawali luteranizm, należeli do parafii luterańskiej w Nowogrodzie Wołyńskim.

## Demografia
Pod koniec XIX wieku liczba mieszkańców wynosiła 64 osoby, domów – 12. W 1906 r. miała 15 podwórzy i 57 mieszkańców.

## Historia
Pod koniec XIX w. była to kolonia w powiecie nowogradwołyńskim, położona w odległości 22 wiorst od miasta powiatowego.
W 1906 r. wchodziła w skład wołosci żołobieńskiej w powiecie nowogradwołyńskim guberni wołyńskiej. Odległość do centrum powiatu miasta Nowogród Wołyński wynosiła 30 wiorst, do administracji wołosnej we wsi Żołobne – 8 wiorst. Urząd pocztowy – Nowogród Wołyński.
W 1911 r. było tam dwa gospodarstwa na dzierżawionych gruntach.
Zniesiona do 1923 r.